# УЭЦН
УЭЦН (Установка ЭЦН, Установка электроприводного центробежного насоса) УЭЦН относится к погружным бесштанговым насосным установкам.
Оборудование УЭЦН состоит из погружной части, спускаемой в скважину вертикально на колонне НКТ, и наземной части соединённые между собой погружным силовым кабелем.

## Погружное оборудование УЭЦН
Погружная часть оборудования УЭЦН представляет собой насосный агрегат, вертикально спущенный в скважину на колонне НКТ, состоящий из ПЭД (погружного электродвигателя), узла гидрозащиты, модуля приёма жидкости, самого ЭЦН, обратного клапана, спускного (дренажного) клапана.
Корпуса всех узлов погружной части УЭЦН представляют собой трубы, имеющие фланцевые соединения для сочленения друг с другом, за исключением обратного и спускного клапанов, которые прикручиваются к НКТ резьбой. Длина погружной части в собранном виде может достигать более 50 метров. Частью погружного оборудования так же является погружной бронированный трёхжильный кабель, длина которого на прямую зависит от глубины спуска погружной части УЭЦН.

### ЭЦН
Электроприводной центробежный насос для добычи нефти представляет собой многоступенчатую и в общем случае многосекционную конструкцию. Модуль-секция насоса состоит из корпуса, вала, пакета ступеней (рабочих колес и направляющих аппаратов), верхнего и нижнего радиальных подшипников, осевой опоры, головки, основания. Пакет ступеней с валом, радиальными подшипниками и осевой опорой помещаются в корпусе и зажимаются концевыми деталями. Исполнения насосов отличаются материалами рабочих органов, корпусных деталей, пар трения, конструкцией и количеством радиальных подшипников.

#### Структура условного обозначения ЭЦН
На сегодняшний день освоение новых месторождений нефти с осложнёнными условиями её добычи и применение технологий, повышающих нефтеотдачу пластов на уже эксплуатируемых месторождениях, приводит к уменьшению межремонтного периода эксплуатации традиционного нефтедобывающего оборудования, в том числе и ЭЦН. Этот факт требует от производителей увеличения модельного ряда, выпускаемого ими оборудования, которое может соответствовать условиям конкретных скважин. В связи с чем, выпускаются новые модели ЭЦН, имеющие конструктивные особенности рабочих органов, технологию их плавки и материал, из которого их изготавливают, расположение осевых и радиальных опор и многое другое. Все эти особенности отражены в условных обозначениях модели насоса, которые, нередко, каждый производитель формирует согласно своим техническим условиям, несмотря на создание государственного стандарта на этот тип оборудования.
Пример условного обозначения (после принятия ГОСТ Р 56830-2015 "Установки скважинных электроприводных лопастных насосов"):
120УЭЛНЦ80-2500
- Максимальный диаметр описывающей окружности (Габарит ЭЛН)
- Установка электроприводного лопастного насоса
- Центробежный тип насоса
- Подача (расход жидкости) — м³/сут. (при работе установки на частоте переменного тока 50 Гц, частота вращения 2910 оборотов в минуту с учётом скольжения)
- Напор — м (сумма напоров всех ступеней во всех секциях установки при работе на частоте переменного тока 50 Гц округляется до 50 метров)

Пример условного обозначения (до принятия ГОСТ Р 56830-2015):
УЭЦН5-125-2150
- Установка электроприводного центробежного насоса
- Габарит ЭЦН (условно указывает на минимальный внутренний диаметр обсадной колонны в дюймах)
- Подача (расход жидкости) — м³/сут. (при работе установки на частоте переменного тока 50 Гц, частота вращения 2910 оборотов в минуту с учётом скольжения)
- Напор — м (сумма напоров всех ступеней во всех секциях установки при работе на частоте переменного тока 50 Гц округляется до 50 метров)

Некоторые производители используют следующее обозначение УЭЦН-5А-45-1800(3026),
где в скобках указывают частоту оборотов при которой должен эксплуатироваться ЭЦН для достижения заданной производительности и напора.
Производители УЭЦН в США используют другую структуру обозначения своей продукции, например:
TD-650(242st) или DN-460(366st)
- Буква D указывает на серию которая определяет габарит корпуса насоса.
- Следующее число указывает производительность ЭЦН измеряющуюся в барр. /сут. при частоте переменного тока 60 Гц
- В скобках указывается количество рабочих ступеней в насосе

### ПЭД
В большинстве случаев это двигатель специальной конструкции и представляет собой асинхронный,трёхфазный, двухполюсный двигатель переменного тока с короткозамкнутым ротором. Двигатель заполнен маловязким маслом, которое выполняет функцию смазки подшипников ротора и отвода тепла к стенкам корпуса двигателя, омываемого потоком скважинной продукции. ПЭД являются приводом ЭЦН, преобразующим электрическую энергию, которая подаётся по кабелю сверху в зону подвески установки, в механическую энергию вращения насосов.

### Гидрозащита
Гидрозащита - это устройство служащее для защиты от попадания пластовой жидкости в полость электродвигателя, компенсации температурного расширения объёма масла, передачи вращающего момента валу центробежного насоса.
Нижний конец вала соединяется с валом (ротором) электродвигателя, верхний конец — с валом насоса при монтаже на скважине.
Гидрозащита выполняет следующие функции:
- уравнивает давление во внутренней полости двигателя с давлением пластовой жидкости в скважине;
- компенсирует тепловое изменение объёма масла во внутренней полости двигателя (излишки масла через клапаны выбрасываются в затрубное пространство скважины);
- защищает внутреннюю полость двигателя от попадания пластовой жидкости и утечки масла (роль сальника)
- передаёт вращающий момент валу центробежного насоса.

### Модуль приёма жидкости
Пластовая жидкость поступает к рабочим ступеням ЭЦН через приёмные отверстия в нижней части насосного агрегата, для этого в некоторых установках в нижней части нижней секции ЭЦН имеются отверстия, но в большинстве случаев все установки ЭЦН комплектуются отдельным узлом приёма жидкости, который называется приёмный или входной модуль. Вал приёмного модуля, с помощью шлицевых муфт, снизу соединяется с валом гидрозащиты, а вверху с валом нижней секции ЭЦН, таким образом во время работы УЭЦН вращение ротора-вала двигателя и гидрозащиты передаётся через этот узел насосным секциям. Кроме приёма пластовой жидкости и передачи вращения этот узел, в зависимости от конструкции, может производить фильтрацию пластовой жидкости от механической примеси, выполнять роль газостабилизирующего узла. В соответствии с вышеуказанными функциями можно выделить следующие группы узлов приёма жидкости:

#### Приёмный модуль

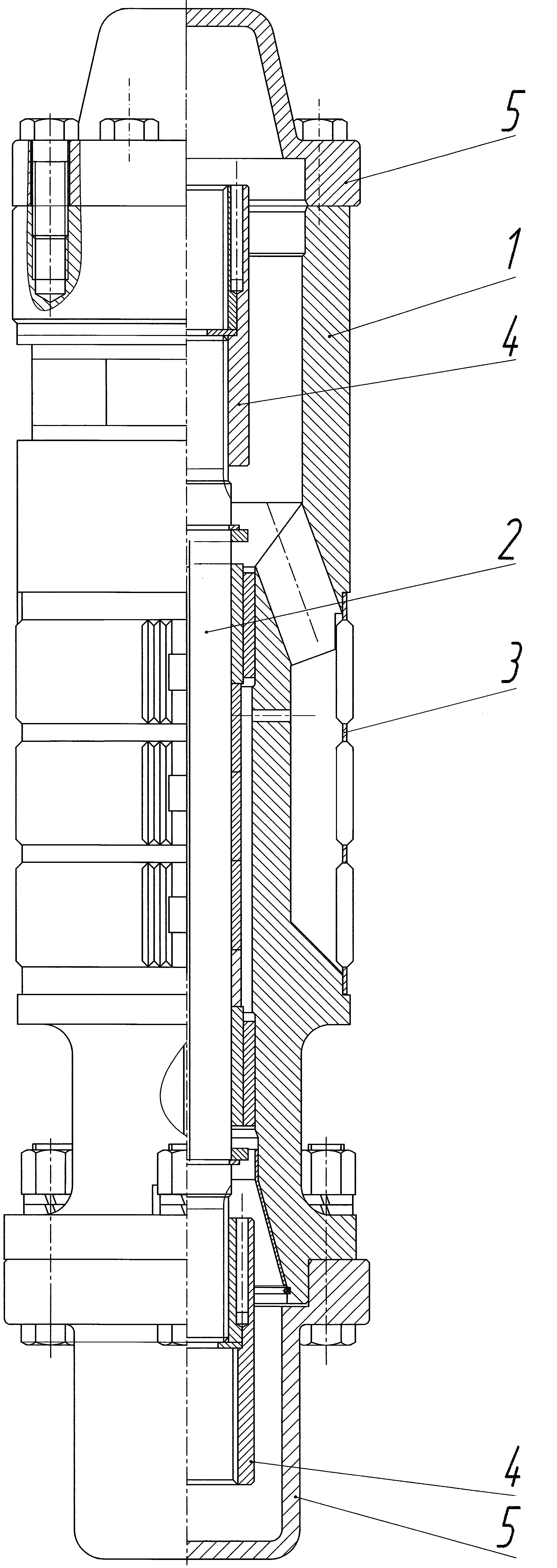
Схема приёмного модуля для УЭЦН

Самый простой узел из ниже перечисленных, его основные задачи - приём пластовой жидкости в полость насоса и передача вращающего момента от ПЭД к ЭЦН. Состоит из основания (1) с отверстиями для прохода пластовой жидкости и вала (2), отверстия закрыты приёмной сеткой (3), препятствующей их засорению.  Как правило длина приёмного модуля не превышает 500 мм, а диаметр корпуса соответствует диаметру корпуса секций насоса и так же как и ЭЦН классифицируется по габариту.
При монтаже УЭЦН в скважину приёмный модуль устанавливается между протектором гидрозащиты и нижней секцией ЭЦН или газостабилизирующим узлом если тот выполнен без приёмных отверстий, для этого в нижней части основания имеется фланец со сквозными отверстиями для соединения с корпусом протектора, а в верхнем торце глухие отверстия с резьбой в которые закручены шпильки для соединения с фланцем узла монтируемого после приёмного модуля. 

#### Погружной фильтр
Устройство снижающее влияние механических примесей на работу ЭЦН. Может быть представлена в качестве модуля устанавливаемого между протектором гидрозащиты и нижней секцией ЭЦН где вся фильтрующая поверхность устройства является областью приёма пластовой жидкости, в этом случае погружной фильтр имеет в своей конструкции вал передающий вращение ротора двигателя секциям насоса и кроме фильтрации пластовой жидкости выполняет те же функции что и приёмный модуль. 
Погружной фильтр также может быть модулем подвешиваемым ниже всей установки. В этом случае фильтр не является модулем приёма жидкости а является дополнительным подвесным оборудованием.

#### Газосепаратор
Устройство работающее на приёме насоса, снижающее негативное влияние газового фактора путём отделения газовой фазы из добываемой пластовой жидкости. Пластовая жидкость через приёмные отверстия попадает на вращающийся шнек ускоряющий её движение, затем проходит через рабочее колесо, "взбалтывающее" жидкость для дегазации, в сепарационный барабан в котором под действием центробежных сил  более тяжелые фазы (жидкость и механические примеси) выбрасываются на периферию где через специальный канал перемещаются на ступени насоса, а более лёгкая газовая фаза консолидируется по центру барабана и по специальному каналу выводится наружу в затрубное пространство скважины. 
Газосепаратор в УЭЦН устанавливается место входного модуля и состоит из: 
- корпуса (труба того же диаметра что и корпус ЭЦН длиной 0,5-1 м);
- вала (получающего вращение ротора двигателя и передающего вращение на валы ЭЦН),
- нижнего основания с фланцем для соединения с головкой протектора гидрозащиты, подшипником трения и приёмными отверстиями,
- верхнего основания с подшипником трения и выводными отверстиями,
- шнека,
- рабочего колеса,
- сепаратора.

Газосепаратор позволяет стабильно работать насосу при содержании газа в добываемой смеси на приёме до 55%.

#### Газодиспергатор
Так же как и газосепаратор является устройством снижающим вредное влияние газового фактора на работу ЭЦН, но, в отличие от газосепаратора, в нём происходит не разделение на жидкую и газовую фазу, а наоборот перемешивание выделившегося газа из жидкости в однородную эмульсию, при этом газ не выводится в затрубное пространство.
Внешне эти узлы похожи за исключением отсутствия отверстий для вывода газа у газодиспергатора, а внутри у него вместо сепаратора набор рабочих органов взбивающих добываемую смесь.
Эффективность этого узла гораздо ниже газосепаратора но при использовании его в комбинации с газосепаратором обеспечивается стабильная работа ЭЦН при содержании газа на приёме до 75%.

### Обратный клапан
Предотвращает слив столба жидкости находящийся в НКТ и тем самым предотвращает обратное вращение УЭЦН

### Сливной клапан
Устройство служащее для слива жидкости из колоны НКТ при подъёме УЭЦН. Представляет собой трубный переводник длинной не более 30 см по корпусу с внутренней резьбой верху и внешней резьбой внизу соответствующей резьбе НКТ. В качестве сливного механизма служит сбивной, как правило латунный, штуцер выступающий во внутреннее пространство устройства, имеющий полость выходящую в отверстие в затрубное пространство скважины.
Датчик погружной телеметрии
(ТМСП)
Устройство производящее измерение текущих параметров работы УЭЦН и параметров добываемой жидкости. Устанавливается на основание ПЭД. Измеряет и передаёт наземному блоку телеметрии ТМСН такие параметры как: Сопротивление изоляции, температура обмоток двигателя, вибрация, давление на приёме насоса, температура жидкости и др.

### Погружной кабель
Кабельная линия предназначена для подачи электрического напряжения переменного тока с поверхности к погружному двигателю установки.
Кабельная линия состоит из основного кабеля (плоского или круглого) и соединённого с ним плоского кабеля-удлинителя с муфтой кабельного ввода.
Соединение основного кабеля с удлинителем производится неразъемной соединительной муфтой (сросткой). С помощью сростки также могут быть соединены участки основного кабеля для получения необходимой длины.
Кабель - удлинитель имеет уменьшенные наружные размеры по сравнению с основным кабелем.
Муфта кабельного ввода обеспечивает герметичное присоединение кабеля к ПЭД.
В зависимости от температуры и агрессивности откачиваемой среды выпускаются кабели с различной степенью изоляции. Современные кабели способны работать при температуре до 200 °C и напряжении до 4000 В.

### НКТ
Насосно-компрессорные трубы (НКТ) служат для извлечения жидкости и газа из скважин, нагнетания воды, сжатого воздуха (газа)

## Наземное оборудование

### СУ (Станция управления)

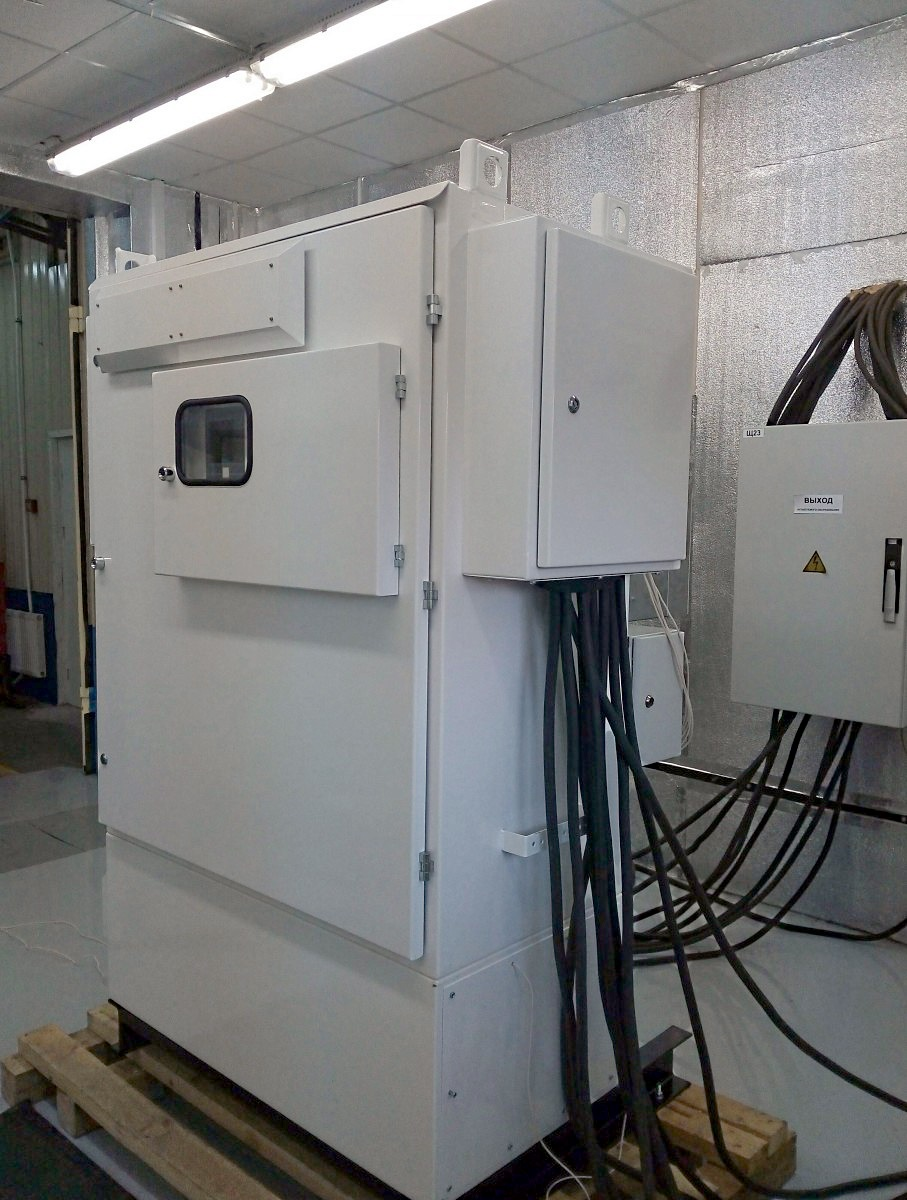
Станция управления погружным насосом c 18-пульсным выпрямителем

Станция управления обеспечивает питание, управление работой погружной установки и защиту её от аномальных режимов работы.
Современные станции управления могут быть оборудованы тиристорными преобразователями для бесступенчатого регулирования частоты вращения вала насоса, что позволяет плавно регулировать подачу и напор установки, обеспечивать мягкий (без рывков) пуск двигателя после отключения.
Станция управления обеспечивает контроль, индикацию и запись основных рабочих параметров установки, отключение электродвигателя при перегрузке/недогрузке, понижении сопротивления изоляции и др.
В последние 20 лет в станциях управления с успехом применяются транзисторные IGBT преобразователи частоты в качестве регуляторов скорости вращения электродвигателей погружных насосов. Они более совершенны,чем тиристорные преобразователи и имеют более высокий КПД. В связи с появлением требований по ограничениям эмиссии гармонических составляющих тока техническими средствами с потребляемым током более 16 А, подключаемыми к низковольтным системам электроснабжения ГОСТ 30804.4.3-2013 (IEC 61000-4-3:2006), станции управления могут быть укомплектованы входными активными или LCL-фильтрами гармонических искажений. Некоторые производители станций управления вместо фильтров используют 18-пульсные схемы для выпрямителя преобразователя частоты, чем достигается аналогичный эффект в области фильтрации с меньшей себестоимостью станции.

### ТМПН
Трансформатор масляный для погружных насосов класса напряжения 3 кВ и 6 кВ предназначен для повышения напряжения после низковольтной станции управления.
ЭЦН погружаются на большую глубину - до нескольких километров. К ним зачастую необходимо подвести довольно большую мощность. Для уменьшения поперечного сечения жил кабелей, подводящихся к погружному электроприводному центробежному насосу, сами насосы приходится делать высоковольтными. Устанавливать дорогую высоковольтную станцию управления насосом не всегда рентабельно, в том числе по причине дорогостоящего обслуживания в процессе эксплуатации. Поэтому в качестве промежуточного звена вводится ТМПН для повышения напряжения до необходимого уровня .
ТМПН вносит существенную проблему, которую в настоящее время пытаются обойти - возможность исключительно скалярного управления электродвигателем ЭЦН, хотя более энергоэффективным и точным является векторное управление.